# A Black Conspiracy
A Black Conspiracy è un cortometraggio muto del 1913 diretto da Walter Edwards.

## Produzione
Il film fu prodotto dalla Kay-Bee Pictures.

## Distribuzione
Distribuito dalla Mutual, il film - un cortometraggio in due bobine - uscì nelle sale cinematografiche statunitensi il 2 maggio 1913.